# Calomanda
Calomanda é um bairro da cidade do Huambo, província do Huambo, em Angola.
A Calomanda faz fronteira a norte com o bairro de São Pedro; a leste com a Cidade Alta; a sul com os bairros de Comarca e Granja Pôr-do-Sol e; a oeste com o bairro de Calobrinco.

## Etimologia
O termo "Calomanda" vem de "olomanda", um tipo de árvore que se encontrava em abundância na época colonial, antes da fundação e edificação do bairro [carece de fontes?].

## História
É um bairro que foi acerrimamente assolado com a Guerra dos 55 Dias (1993), porque serviu de campo de batalha para as forças em litígio.

## Centro comercial
Calomanda tem mais de dois mil habitantes e tem como centro comercial a rua Nova, com vivendas e muitos estabelecimentos. A rua Nova foi um dos últimos logradouros a ser urbanizado durante o domínio português, isto é, antes da Independência de Angola, na década de 1970.
Com mais de 100 residências familiares, a rua Nova, centro de Calomanda, foi totalmente reabilitada depois da Guerra dos 55 dias e hoje tem ruas asfaltadas, água potável e energia eléctrica, vinda da Central Hidoelétrica do Gove.
Logo a sudeste da rua Nova encontra-se a Paróquia da Igreja Católica de Nossa Senhora de Lourdes, construída nos da década de 1960, mas erigida como Paróquia em 1989.